# Finnische Badminton-Juniorenmeisterschaft
Finnische Badminton-Juniorenmeisterschaften werden seit 1956 ausgetragen. Ein Jahr früher starteten die Titelkämpfe der Erwachsenen, ein Jahr später die Mannschaftstitelkämpfe. Deutlich später, 1990, begannen auch internationale Titelkämpfe.

## Die Titelträger
| Saison | Herreneinzel        | Dameneinzel          | Herrendoppel                          | Damendoppel                             | Mixed                              |
| ------ | ------------------- | -------------------- | ------------------------------------- | --------------------------------------- | ---------------------------------- |
| 1956   | Leif Mattsson       | nicht ausgetragen    |                                       |                                         |                                    |
| 1957   | Mårten Segercrantz  | Maritta Petrell      |                                       |                                         |                                    |
| 1958   | Mårten Segercrantz  | Maritta Petrell      |                                       |                                         |                                    |
| 1959   | Mårten Segercrantz  | Maritta Petrell      |                                       |                                         |                                    |
| 1960   | Bengt Söderberg     | Maritta Petrell      |                                       |                                         |                                    |
| 1961   | Bengt Söderberg     | Maritta Petrell      |                                       |                                         |                                    |
| 1962   | Bengt Söderberg     | Maritta Petrell      |                                       |                                         |                                    |
| 1963   | Bengt Söderberg     | Benita Gerkman       |                                       |                                         |                                    |
| 1964   | Dick Mohen          | Bodil Johansson      |                                       |                                         |                                    |
| 1965   | Dick Mohen          | Bodil Johansson      |                                       |                                         |                                    |
| 1966   | Dick Mohen          | Gun Hasselström      |                                       |                                         |                                    |
| 1967   | Lars-Henrik Nybergh | Berit Nordstrom      |                                       |                                         |                                    |
| 1968   | Lars-Henrik Nybergh | Gun Hasselström      |                                       |                                         |                                    |
| 1969   | Lars-Henrik Nybergh | Raija Koivisto       |                                       |                                         |                                    |
| 1970   | Lars-Henrik Nybergh | Raija Koivisto       |                                       |                                         |                                    |
| 1971   | Kimmo Norri         | Ritva Koivisto       | Kimmo Norri Jari Kossila              | Caroline Segercrantz Yvonne von Hertzen | Kimmo Norri Ritva Koivisto         |
| 1972   | Martti Suokari      | Maarit Jaakkola      |                                       |                                         |                                    |
| 1973   | Martti Suokari      | Maarit Jaakkola      |                                       |                                         |                                    |
| 1974   | Juhani Rouhikko     | Poivi von Hertzen    |                                       |                                         |                                    |
| 1975   | Heikki Jormanainen  | Tarja Knuuttila      |                                       |                                         |                                    |
| 1976   | Jarl Nystrom        | Tarja Knuuttila      |                                       |                                         |                                    |
| 1977   | Thomas Westerholm   | Tarja Knuuttila      |                                       |                                         |                                    |
| 1978   | Thomas Westerholm   | Tarja Knuuttila      |                                       |                                         |                                    |
| 1979   | Thomas Westerholm   | Tiina Partio         |                                       |                                         |                                    |
| 1980   | Tony Tuominen       | Petra Knuuttila      |                                       |                                         |                                    |
| 1981   | Tony Tuominen       | Sara Ussher          |                                       |                                         |                                    |
| 1982   | Tony Tuominen       | Nina Sundberg        |                                       |                                         |                                    |
| 1983   | Jari Eriksson       | Nina Sundberg        |                                       |                                         |                                    |
| 1984   | Pontus Jäntti       | Pia Pajunen          |                                       |                                         |                                    |
| 1985   | Pontus Jäntti       | Pia Pajunen          |                                       |                                         |                                    |
| 1986   | Pontus Jäntti       | Pia Pajunen          |                                       |                                         |                                    |
| 1987   | Pontus Jäntti       | Nina Adolfsson       |                                       |                                         |                                    |
| 1988   | Robert Liljequist   | Johanna Fröman       |                                       |                                         |                                    |
| 1989   | Robert Liljequist   | Sari Gronbarj        | Robert Liljequist Ari Turunen         | Sari Gronbarj Johanna Fröman            | Robert Liljequist Johanna Fröman   |
| 1990   | Mikko Franssila     | Sari Gronbarj        | Mikko Franssila Jonne Löytömäki       | Sari Gronbarj Johanna Fröman            | Mikko Franssila Sari Gronbarj      |
| 1991   | Jukka Makela        | Tiuku Helin          | Jukka Makela Sami Suominen            | Katja Närkiö Nadja Hämäläinen           | Jukka Kaasinen Nadja Hämäläinen    |
| 1992   | Benjamin Maury      | Malin Virta          | Veli-Markus Meller Mika Nyrhinen      | Malin Virta Heidi Wiik                  | Jukka Makela Nina Sarnesto         |
| 1993   | Jukka Kaasinen      | Nina Sarnesto        | Benjamin Maury Antti Viitikko         | Katja Närkiö Heidi Wiik                 | Ali Böök Nina Sarnesto             |
| 1994   | Antti Viitikko      | Anu Weckström        | IIkka Nyqvist Ville Kinnunen          | Michaela Ramstedt Leena Löytömäki       | Antti Viitikko Michaela Ramstedt   |
| 1995   | Ville Kinnunen      | Anu Weckström        | Ville Kinnunen Antti Viitikko         | Leena Löytömäki Michaela Ramstedt       | Antti Viitikko Michaela Ramstedt   |
| 1996   | Ville Kinnunen      | Anu Weckström        | Kasperi Salo Antti Koljonen           | Anu Weckström Leena Löytömäki           | Ville Kinnunen Lena Löytömäki      |
| 1997   | Kasperi Salo        | Saara Hynninen       | Johan Uddfolk Janne Syysjoki          | Saara Hynninen Noora Virta              | Kasperi Salo Saara Hynninen        |
| 1998   | Kasperi Salo        | Saara Hynninen       | Johan Uddfolk Janne Syysjoki          | Saara Hynninen Noora Virta              | Kasperi Salo Saara Hynninen        |
| 1999   | Johan Wodfolu       | Elina Vajanen        | Tuomas Karhula Petri Hyyryläinen      | Noora Virta Elina Väisänen              | Tuomas Karhula Elina Väisänen      |
| 2000   | Tuomas Karhula      | Noora Virta          | Tuomas Karhula Petri Hyyryläinen      | Elina Väisänen Mari Hentunen            | Tuomas Karhula Elina Väisänen      |
| 2001   | Petri Hyyryläinen   | Viivi Brandt         | Tuomas Karhula Petri Hyyryläinen      | Noora Virta Jenny Sjölund               | Tuomas Karhula Viivi Brandt        |
| 2002   | Ville Lång          | Veera Hynninen       | Ville Lång Pekka Ryhänen              | Maria Väisänen Viivi Brandt             | Kari-Pekka Järvinen Maria Väisänen |
| 2003   | Ville Lång          | Maria Väisänen       | Ville Lång Pekka Ryhänen              | Maria Väisänen Merja Pallonen           | Tuomas Nuorteva Maria Väisänen     |
| 2004   | Ville Lång          | Sari Pallonen        | Ville Lång Niko Hellgren              | Reetta Heino Oona Seppälä               | Ville Lång Reetta Heino            |
| 2005   | Sami Turunen        | Sanni Rautala        | Mikko Vikman Veli Pyykönen            | Sanni Rautala Salla Urpela              | Sami Turunen Salla Urpela          |
| 2006   | Marko Pyykönen      | Iida Korhonen        | Marko Pyykönen Veli Pyykönen          | Salla Urpela Sanni Rautala              | Marko Pyykönen Sanni Rautala       |
| 2007   | Marko Pyykönen      | Nanna Vainio         | Marko Pyykönen Oskari Saarinen        | Jenny Nyström Mathilda Lindholm         | Marko Pyykönen Nanna Vainio        |
| 2008   | Santtu Hyvärinen    | Taru Vikman          | Marko Pyykönen Santtu Hyvärinen       | Krista Tulokas Susanna Tulokas          | Tuomas Koskinen Susanna Tulokas    |
| 2009   | Kasper Lehikoinen   | Taru Vikman          | Juho Hassi Anton Kaisti               | Jenny Nyström Mathilda Lindholm         | Kai Vesikallio Nanna Vainio        |
| 2010   | Kasper Lehikoinen   | Nanna Vainio         | Iikka Heino Mika Köngäs               | Nanna Vainio Airi Mikkelä               | Kasper Lehikoinen Nanna Vainio     |
| 2011   | Anton Kaisti        | Airi Mikkelä         | Iikka Heino Mika Köngäs               | Mathilda Lindholm Jenny Nyström         | Anton Kaisti Jenny Nyström         |
| 2012   | Kalle Koljonen      | Airi Mikkelä         | Iikka Heino Mika Köngäs               | Mathilda Lindholm Jenny Nyström         | Oskari Larkimo Airi Mikkelä        |
| 2013   | Joonas Korhonen     | Jenny Nyström        | Iikka Heino Joonas Korhonen           | Jenny Nyström Mathilda Lindholm         | Joonas Korhonen Jenny Nyström      |
| 2014   | Iikka Heino         | Anna Paavola         | Iikka Heino Antti Klutas              | Elina Niiranen Annmarie Oksa            | Iikka Heino Mathilda Lindholm      |
| 2015   | Valtteri Nieminen   | Annmarie Oksa        | Arttu Mähönen Iiro Nokkala            | Tuuli Härkönen Annmarie Oksa            | Iiro Nokkala Linnea Vainula        |
| 2016   | Justus Kilpi        | Elina Niiranen       | Anton Monnberg Jesper Paul            | Pihla Lindberg Inalotta Suutarinen      | Iiro Nokkala Hanna Karkaus         |
| 2017   | Justus Kilpi        | Inalotta Suutarinenn | Juha Honkanen Miika Lahtinen          | Maija Krzywacki Inalotta Suutarinen     | Jesper Paul Maija Krzywacki        |
| 2018   | Jesper Paul         | Inalotta Suutarinen  | Anton Monnberg Jesper Paul            | Maija Krzywacki Inalotta Suutarinen     | Juha Honkanen Jannica Monnberg     |
| 2019   | Joakim Oldorff      | Julia Salonen        | Teemu Lahtinen Eero Lauri             | Jannica Monnberg Julia Salonen          | Eero Lauri Jannica Monnberg        |
| 2020   | Tony Lindelöf       | Nella Nyqvist        | Robin Jäntti Niilo Nyqvist            | Lilli Lauri Noora Nokkala               | Tony Lindelöf Jannica Monnberg     |
| 2021   | Joakim Oldorff      | Heidi Puro           | Ananda Galvani Daniswara Robin Jäntti | Jannica Monnberg Julia Salonen          | Joakim Oldorff Julia Salonen       |
| 2022   | Niilo Nyqvist       | Nella Nyqvist        | Kaiwen Li Niilo Nyqvist               | Sarah Asfar Nella Nyqvist               | Kaiwen Li Nella Nyqvist            |
| 2023   | Kaiwen Li           | Petra Saarnivaara    | Akseli Aalto Alvar Melleri            | Aino Övermark Oona Tapola               | Alvar Melleri Oona Tapola          |
| 2024   | Oliver Oldorff      | Nella Nyqvist        | Akseli Aalto Alvar Melleri            | Nova Deb Nella Nyqvist                  | Alvar Melleri Nella Nyqvist        |